# Inga-Britt Ahlenius
Inga-Britt Ahlenius, née le 19 avril 1939 à Karlstad, est une responsable de l'audit interne ayant occupé le poste de Secrétaire général adjoint des Nations unies.

## Biographie
Elle a occupé le poste de secrétaire général adjoint au sein du Bureau des services du contrôle interne (BSCI) de 2005 à 2010, ce qui correspond à un poste de directeur de l'audit interne.
Après son mandat au BSCI, sa critique de Ban Ki-moon fut sévère. Mr Chance, le titre de son ouvrage publié critiquant la gestion de Ban Ki-moon est une référence ironique au personnage de Chance le jardinier, du roman et du film Bienvenue, mister Chance.

## Publications
- Niklas Ekdal with Inga-Britt Ahlenius, Mr Chance: – FN:s förfall under Ban Ki-moon [Mr Chance—the UN's decay under Ban Ki-moon], Stockholm, 2011  (ISBN 978-91-7337-271-8)